# Gonzalo Abán
Gonzalo Daniel Abán (Catamarca, 11 giugno 1987) è un calciatore argentino, attaccante dell'Andino.